# Montagne d'Oro dell'Altaj
Le Montagne d'Oro dell'Altaj sono un patrimonio dell'umanità dell'UNESCO situato nella Russia asiatica, ai confini con la Cina e il Kazakistan, che ricopre un'area di 16.175 km². L'Altaj russo fa parte di un sistema di montagne asiatiche, al quale appartengono anche l'Altaj della Mongolia e l'Altaj del Gobi. In totale sono tre i diversi territori che rientrano nel patrimonio mondiale dell'umanità, tutti nella repubblica russa dell'Altaj: la riserva naturale dell'Altaj e una zona che circonda il lago Teleckoe, lungo circa 80 km, la riserva naturale di Katun e la zona circostante il monte Belucha, e l'altopiano di Ukok. Dalla steppa fino alla vegetazione alpina, nella regione dell'Altaj si trovano probabilmente i paesaggi più vari di tutta la Siberia centrale, dalla steppa alla steppa boscosa, dalle foreste miste alla vegetazione subalpina e a quella alpina. La flora infatti è vastissima: vi sono oltre 2000 specie identificate, tra cui 212 specie endemiche. La fauna è caratterizzata dai tipici animali siberiani. Vivono in queste zone più di 70 specie di mammiferi, 300 di uccelli, 11 di rettili e anfibi, e oltre 20 di pesci. Alcuni mammiferi locali e molti uccelli sono specie a rischio, come l'aquila reale, l'aquila imperiale, il leopardo delle nevi, la pecora argali di montagna e la cicogna nera.

## Geografia

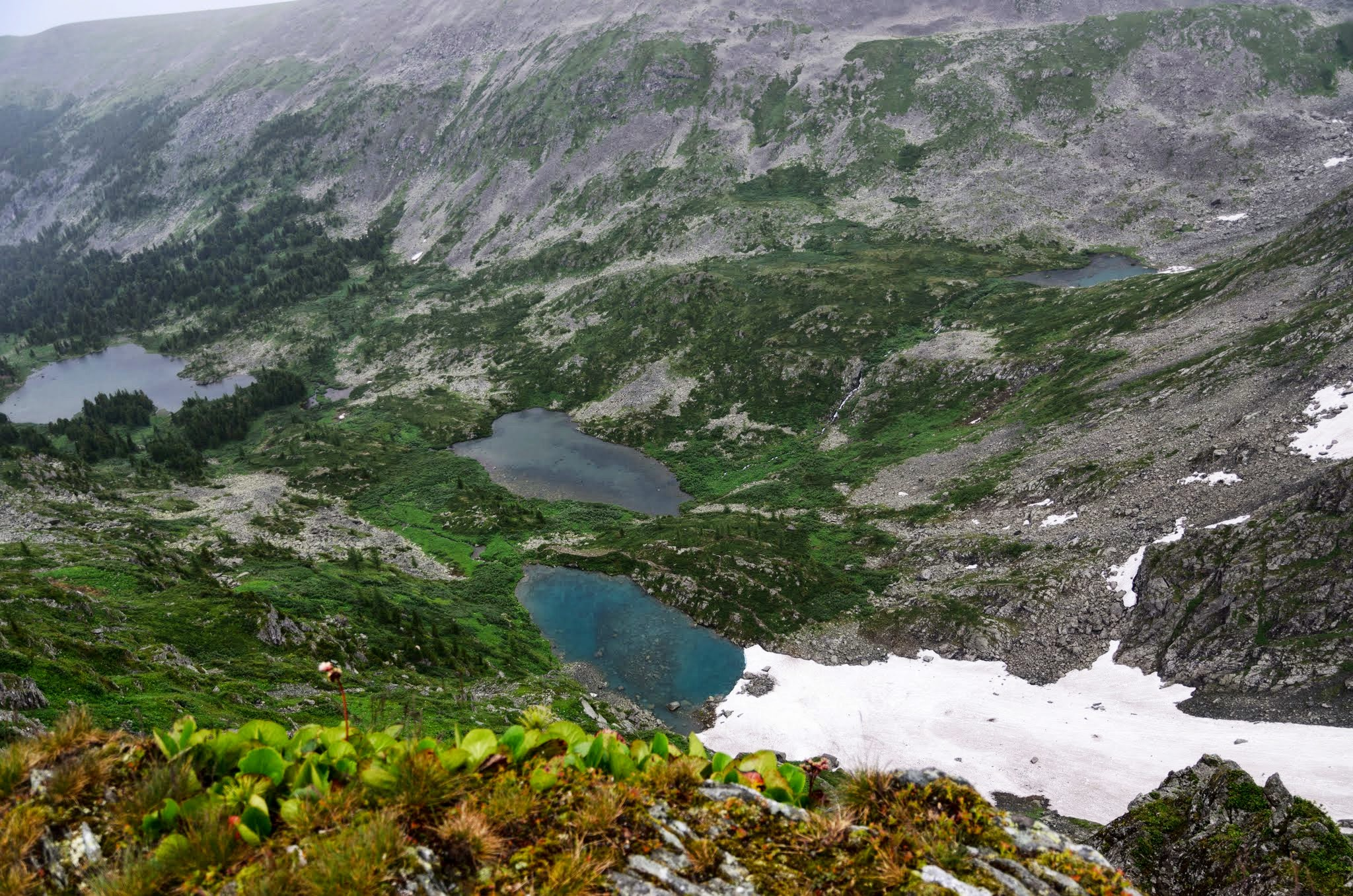
Laghi Karakol

La regione dell'Altai è composta da quattro siti e paesaggi principali: il Monte Belukha, l'altopiano di Ukok, il fiume Katun e la valle di Karakol. Il Monte Belukha è considerato un sito sacro per buddisti e burkhanisti. I loro miti che circondano questa parte della catena montuosa hanno dato credito alla loro affermazione che fosse la posizione di Shangri-la (Shambala). Questo luogo, scalato per la prima volta agli inizi del 1900, oggi accoglie ogni anno una miriade di alpinisti. L'altopiano di Ukok è un antico luogo di sepoltura del primo popolo siberiano. 

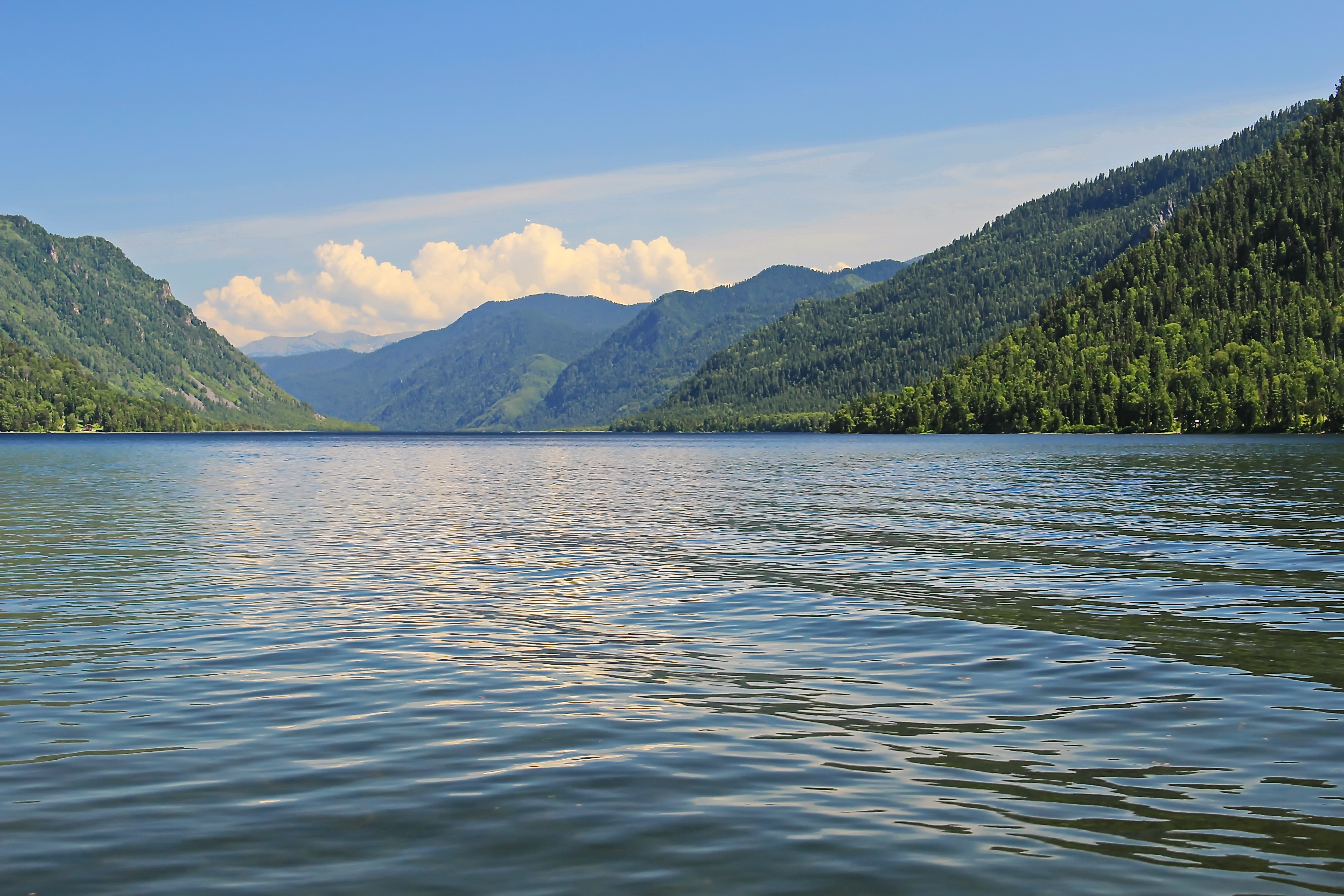
Il Lago Teletskoye

Una serie di miti sono legati a questa parte delle Montagne d'Oro. Ad esempio, l'altopiano sarebbe stato i Campi Elisi. Il fiume Katun è anche legato a riti importanti per il popolo Altai dove si utilizzano (durante le celebrazioni) antiche conoscenze ecologiche per ripristinare e mantenere il fiume.

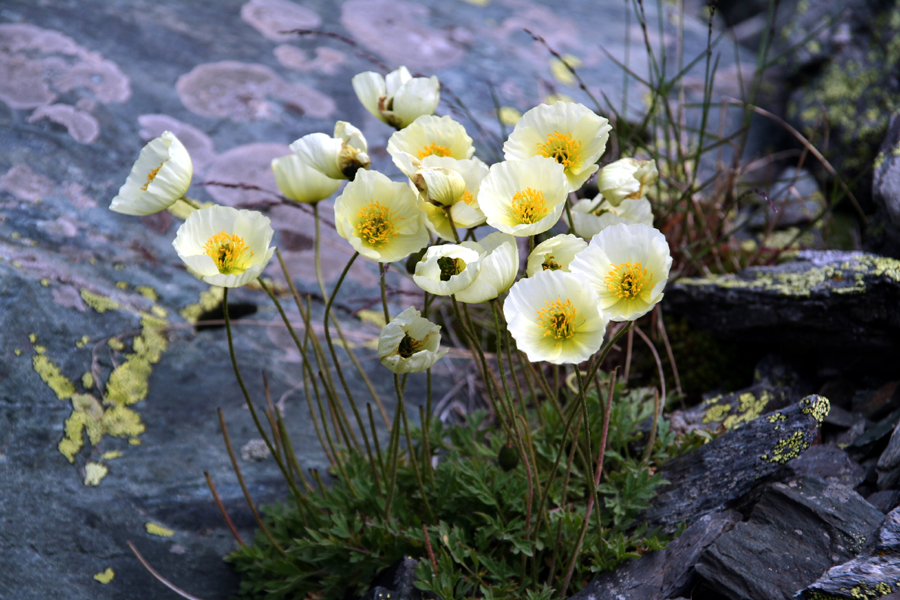
Esempio di flora dell'Altaï

La valle di Karakol ospita tre villaggi indigeni.

## Valori  culturali

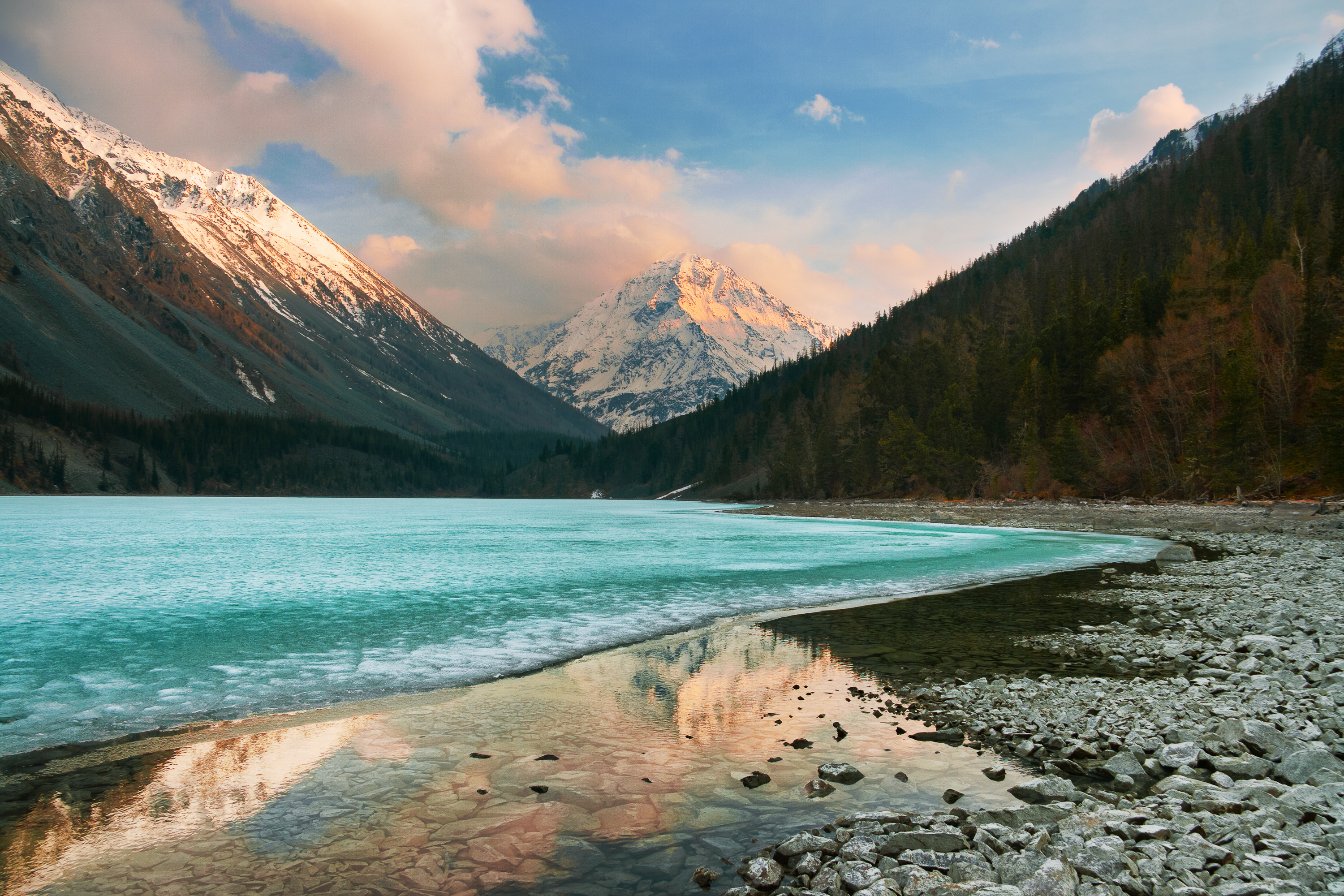
Il Lago Koutcherla

Sebbene le Montagne d'Oro dell'Altai siano elencate come Patrimonio dell'Umanità da criteri naturali, contengono anche informazioni sulla cultura nomade scita. Il permafrost di queste montagne ha preservato le lapidi scite. Queste tombe o kurgan congelati contengono oggetti di metallo, pezzi d'oro, cadaveri mummificati, corpi tatuati, cavalli sacrificali, oggetti di legno/cuoio, vestiti, tessuti, ecc.
Poiché l'altopiano di Ukok è una città sacra degli Altai, gli archeologi e gli studiosi che vogliono scavare siti di resti umani causano molte polemiche. Proteste ha causato anche la decisione della potenziale costruzione di un gasdotto dalla Russia alla Cina, proposto dalla società statale russa Gazprom.
Il British Museum di Londra ha invece esposto i guerrieri sciti dell'antica Siberia da settembre 2017 a gennaio 2018.

## Minacce climatiche
Il cambiamento climatico ha fatto sì che lo scioglimento del permafrost minacci la conservazione delle tombe. Negli ultimi 100 anni, la temperatura è aumentata di 1 ° C in Asia, e in Altai anche di 2 ° C, e l'aumento è stato in inverno e in primavera.
Le inondazioni di ghiaccio sono diventate un problema nella zona. In particolare, il ghiacciaio Sofia nella regione si sta ritirando a una velocità di 18 metri all'anno.
L'aumento della temperatura minaccia anche le varie specie in via di estinzione che vivono nella zona montuosa.